# Timbre de préfecture

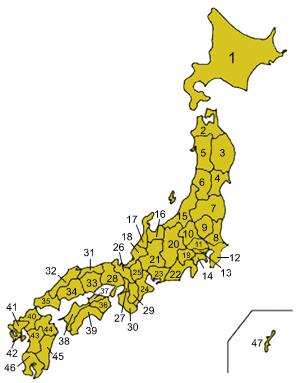
Carte des préfectures du Japon

Au Japon, les timbres de préfecture (ふるさと切手 ;furusato postal stamp sur le site de la poste japonaise) sont des timbres-poste émis par chaque région japonaise depuis 1989.
Depuis le 1er avril 1989, ces timbres sont mis en vente uniquement dans leur préfecture d'émission, mais ils sont utilisables sur tout courrier quel que soit le point de départ au Japon.
Si les deux types de timbres portent la mention « NIPPON » en alphabet latin, ils se distinguent par la graphie de « 日本郵政 » (littéralement : Japon poste), plus archaïque pour les timbres de préfecture :
- timbres nationaux : graphisme fait de segments rectilignes,
- timbres de préfecture : graphisme moins anguleux, plus de courbes.